# Jolein Laarman
 (octobre 2018).
 Jolein Laarman, née en 1959 aux Pays-Bas, est une scénariste néerlandaise.

## Filmographie
- 2007 : Tussenstand de Mijke de Jong[2]
- 2008 : Katia's Sister de Mijke de Jong
- 2011 : Among Us de Marco van Geffen[3]
- 2012 : Little Bird (Kauwboy) de Boudewijn Koole[4]
- 2014 : Bloedhond de Mees Peijnenburg[5]
- 2014 : In jouw naam de Marco van Geffen et Jean-Claude Van Rijckeghem[6]
- 2014 : Frailer de Mijke de Jong
- 2015 : The Most Beautiful Thing in the world de Danyael Sugawara
- 2017 : Sonate pour Roos de Boudewijn Koole[7]
- 2018 : Voor het donker de Marit Weerheijm
- 2018 : Yulia & Juliet de Zara Dwinger[8]